# 国道22号

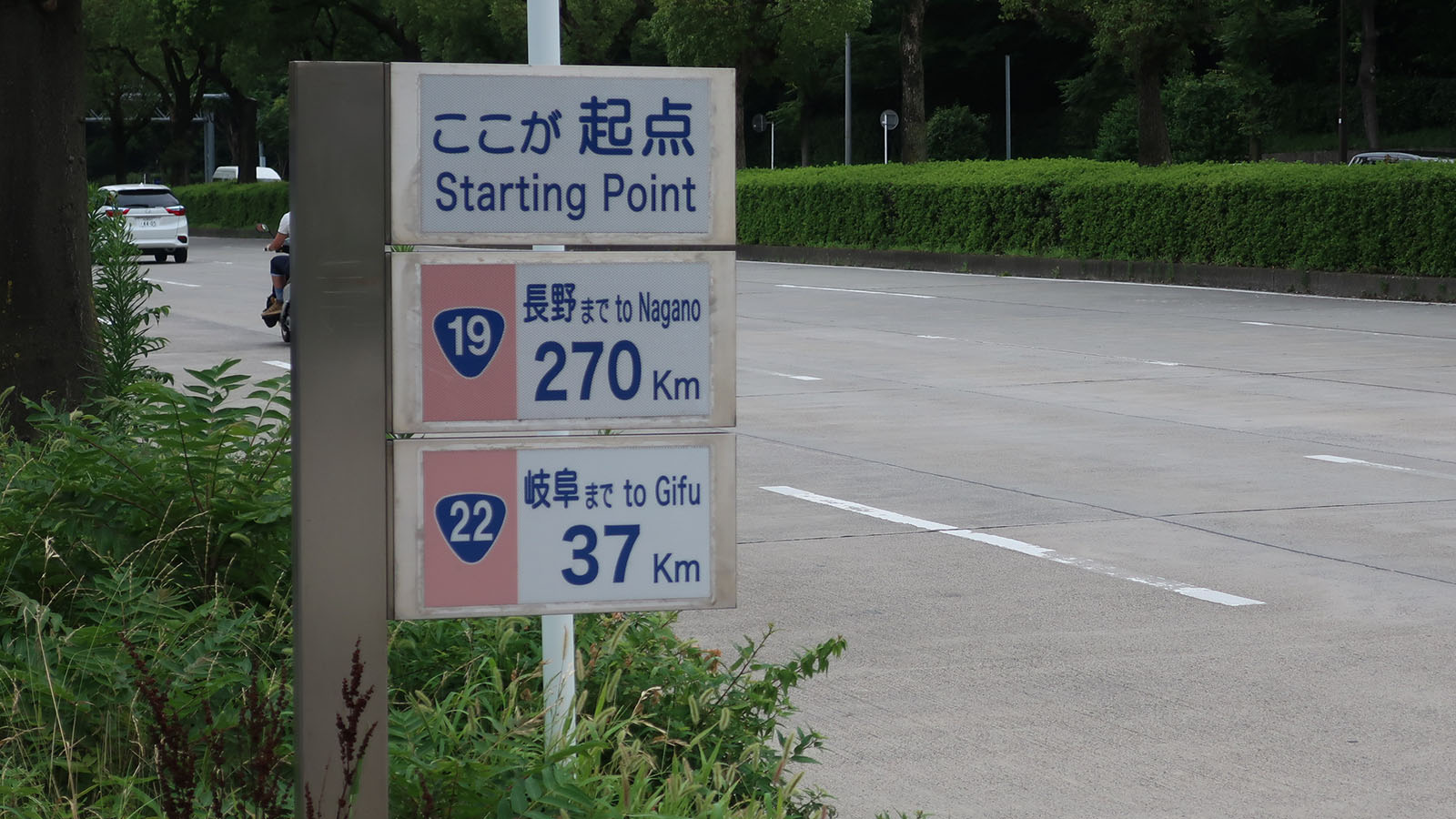
国道22号・国道19号
起点ポスト
愛知県名古屋市熱田区
熱田神宮南交差点

国道22号（こくどう22ごう）は、愛知県名古屋市熱田区から岐阜県岐阜市に至る一般国道である。

## 概要
東海道と中山道を結ぶ、脇往還の1つである美濃路を前身とする路線で、起点の名古屋市熱田区から、国道19号と重複した後、愛知県尾張地方の属する清須市、北名古屋市、一宮市を経由し、岐阜県羽島郡岐南町で国道21号と重複し、終点の岐阜市に至る路線である。
現在は全線が名岐バイパスなどとして多車線化されており、これらの名称で呼ばれることもある。

### 路線データ
一般国道の路線を指定する政令に基づく起終点および重要な経過地は次のとおり。
- 起点：名古屋市（熱田区、熱田神宮南交差点 = 国道1号交点、国道19号・国道247号起点）
- 終点：岐阜市（茜部本郷交差点 = 国道21号上、国道156号起点、国道157号、国道248号・岐阜県道183号正木岐阜線終点）
- 重要な経過地：愛知県西春日井郡春日町[注釈 2]、一宮市、岐阜県羽島郡岐南町
- 総延長 : 37.0 km（岐阜県 4.9 km、愛知県 20.3 km、名古屋市 11.7 km）重用延長を含む。[2][注釈 3]
- 重用延長 : 8.6 km（岐阜県 2.8 km、愛知県 - km、名古屋市 5.8 km）[2][注釈 3]
- 実延長 : 28.4 km（岐阜県 2.1 km、愛知県 20.3 km、名古屋市 6.0 km）[2][注釈 3]
  - 現道 : 28.4 km（岐阜県 2.1 km、愛知県 20.3 km、名古屋市 6.0 km）[2][注釈 3]
  - 旧道 : なし[2][注釈 3]
  - 新道 : なし[2][注釈 3]
- 指定区間：名古屋市熱田区中瀬町56番 - 岐阜市茜部新所1丁目23番（全線）[3]

## 歴史

### 年表
- 1879年（明治12年） - 「道路ノ等級ヲ廢シ國道縣道里道ヲ定ム」1876年（明治9年）太政官達第60号）に基づく「国道3等」に認定された。
- 1885年（明治18年） - 内務省告示第6号「國道表」では、国道17号「東京より岐阜県に達する路線」（現国道1号、国道19号、国道22号経由）となった。
- 1920年（大正9年） - 施行の旧道路法に基づく路線認定では、国道12号「東京市より石川県庁所在地に達する路線（乙）」（現国道1号、国道22号、国道21号、国道365号、国道8号経由）の一部となった。
- 1952年（昭和27年）12月4日 - 新道路法に基づく路線指定で一級国道22号（愛知県名古屋市 - 岐阜県稲葉郡厚見村（現岐阜市））として指定された。
- 1965年（昭和40年）4月1日 - 道路法改正によって一級・二級の別がなくなり一般国道22号となった。
- 1958年（昭和33年）より、国道22号全線にわたる名岐バイパスの計画が事業化された。順次供用を開始し、1969年（昭和44年）に全線がバイパスに置き換えられた。旧道は以下の県道になっている。
  - 愛知県道67号名古屋祖父江線
  - 愛知県道136号一宮清須線
  - 愛知県道190号名古屋一宮線
  - 岐阜県道・愛知県道14号岐阜稲沢線

## 路線状況

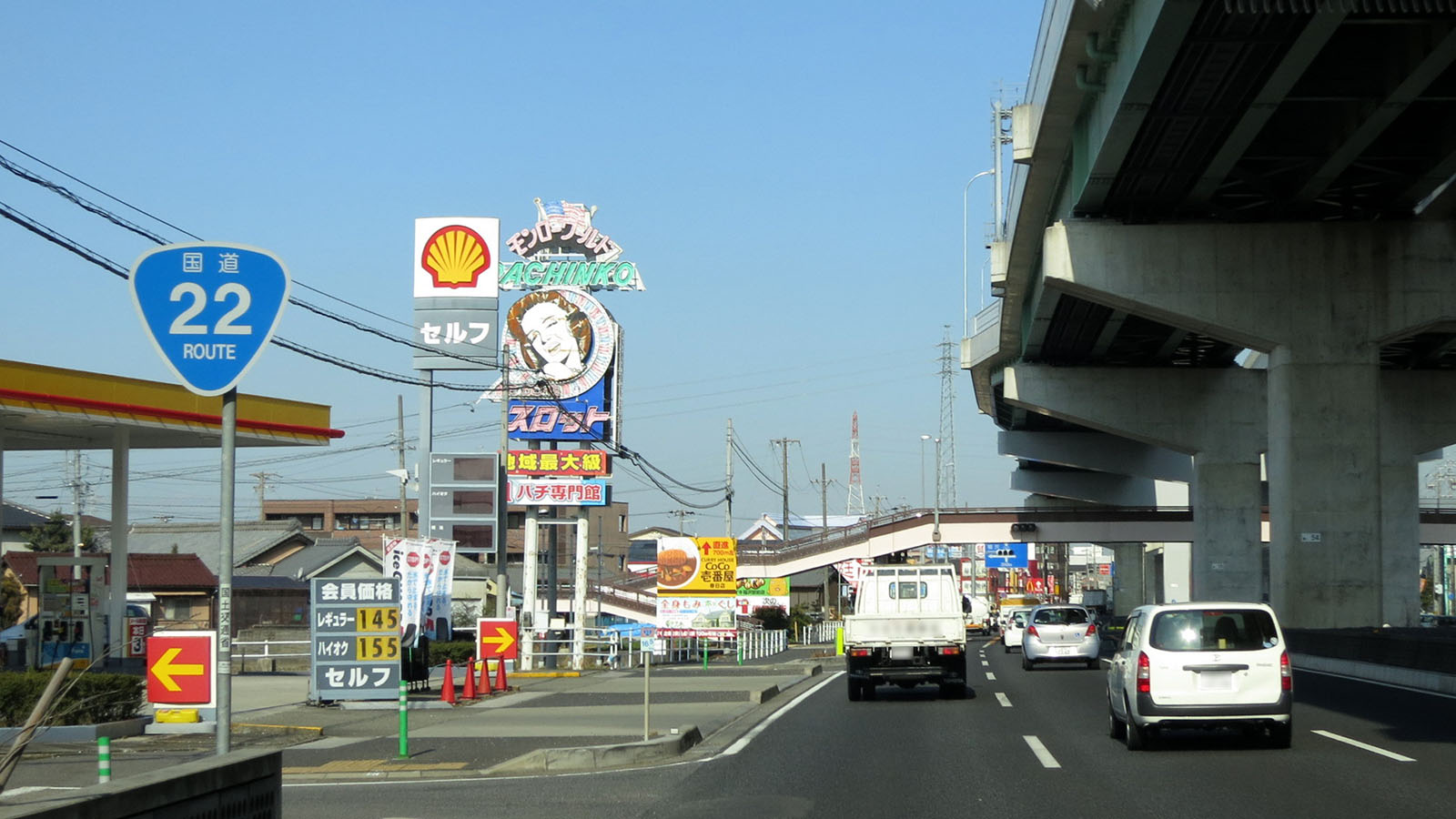
名岐バイパス
愛知県北名古屋市中之郷南

起点の熱田神宮南から日銀前までは国道19号との重複区間である。日銀前交差点で国道19号は東に分けるが、国道22号は北上する。三の丸1丁目交差点で伏見通は終わり北西にカーブする。しばらく進むと上更交差点で北に曲がり名古屋環状線に入るが、旧道はそのまま直進していた。康生通2交差点で環状線と別れ、名岐バイパスに入る。堀越交差点で南から西へ90度カーブし、ここから高架部には名古屋高速6号清須線が併走する。庄内川を渡ると清須市に入る。この庄内川の橋は新名西橋である。
清須市に入りしばらくするとわずかながら名古屋市西区に再び入る。再び清須市に入り、国道302号（名古屋環状2号線）をアンダーパスする。この区間は高架部に名古屋第二環状自動車道、名古屋高速6号清須線、16号一宮線が接続する清洲ジャンクションもある。しばらく進んでいくと北名古屋市に入る。
北名古屋市に入りしばらく進むと道路上に市境があるという区間が続く。北名古屋市のほか、一宮市、清須市も道路に市境がある（ただし、市域の境界を示す標識は設置されていない）。五条川を渡ると一宮市に入る。

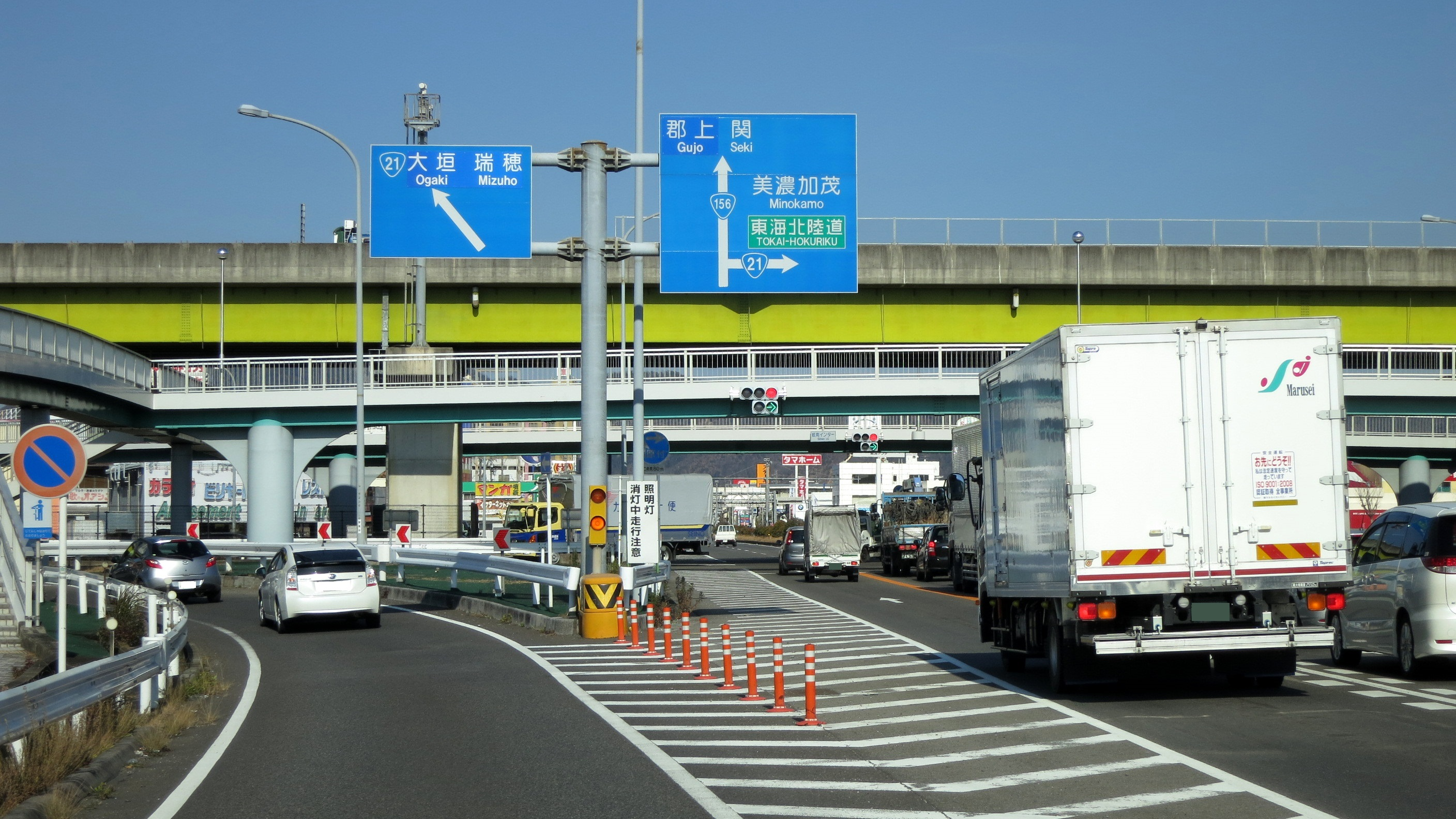
終点までの重複区間
国道21号との合流
岐阜県羽島郡岐南町

一宮市に入りしばらく進むと、名神高速道路 一宮インターチェンジ（IC）が接続する。ここまでの区間は名神経由で各地へ向かう高速バスも多く通過している。しばらく進むと名古屋高速16号一宮線は終点となる。富士3丁目交差点で国道155号（旧道）と交差する。そのまま進むと東海北陸自動車道 一宮木曽川ICが接続する。しばらく進むと木曽川を渡り岐阜県に入る。この木曽川の橋は新木曽川大橋で、南詰からは岐阜国道事務所の管轄となる。
岐阜県最初の自治体は笠松町だが、距離はわずかである。岐南町に入ると岐南ICが接続する。このまま直進すると国道156号（岐阜東バイパス）となるが、ここで西に方向を変え国道21号（岐大バイパス）との重複区間となる。岐阜市茜部本郷交差点が国道22号の終点である。

### 別名
- 伏見通（名古屋市熱田区熱田神宮南交差点から中区三の丸1丁目交差点までの区間）
- 菊ノ尾通（名古屋市西区、中区）
- 上更通（名古屋市西区）
- 康生通（名古屋市西区）
- 環状線（名古屋市西区）

### バイパス
- 名岐バイパス（名古屋市西区、清須市、北名古屋市、一宮市、笠松町、岐南町）

### 重複区間

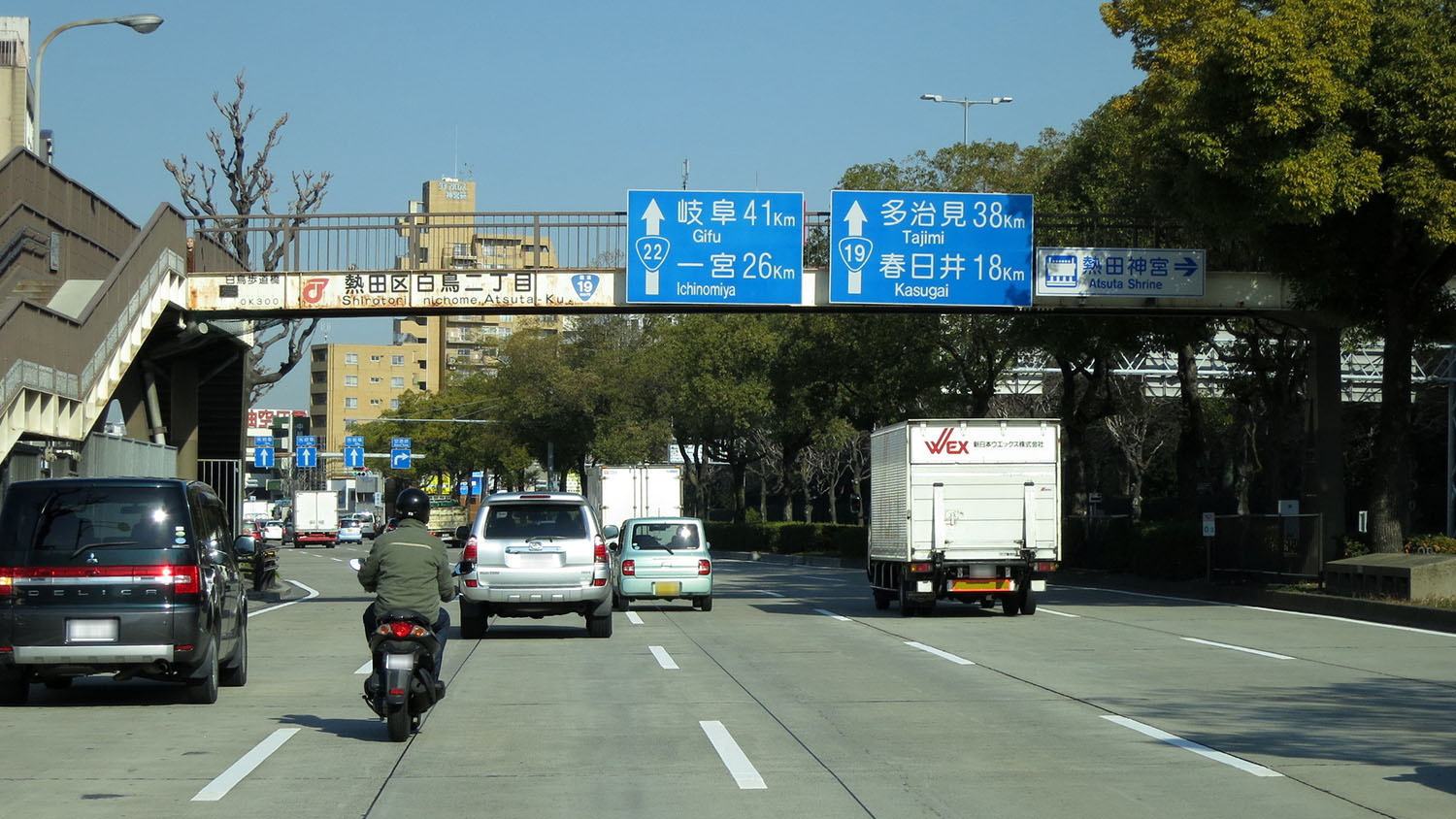
国道19号との重複
愛知県名古屋市熱田区白鳥

- 国道19号（愛知県名古屋市熱田区・熱田神宮南交差点 - 名古屋市中区・日銀前交差点）
- 国道21号・国道156号（岐阜県羽島郡岐南町・岐南インター交差点 - 岐阜市・茜部本郷交差点（終点））

## 地理

### 通過する自治体
- 愛知県
  - 名古屋市（熱田区 - 中区 - 西区） - 清須市 - 北名古屋市 - 一宮市
- 岐阜県
  - 羽島郡笠松町 - 羽島郡岐南町 - 岐阜市

### 交差する道路
一般国道・高速道路
愛知県
- 国道1号・国道247号（名古屋市熱田区・熱田神宮南交差点起点）
- 国道19号（伏見通）（名古屋市熱田区・熱田神宮南交差点起点 -（重複）- 名古屋市中区・日銀前交差点）
- 名古屋高速道路都心環状線丸の内出口・丸の内入口（名古屋市中区）
- 名古屋高速道路6号清須線清須出入口（清須市）
- 国道302号（名古屋環状2号線）・名古屋第二環状自動車道清洲東IC（清須市・朝日北西・朝日北東・朝日南西・朝日南東交差点、本線はアンダーパスで側道のみが接続する）
- 名古屋高速道路16号一宮線春日出入口（清須市）
- 名古屋高速道路16号一宮線西春出入口（北名古屋市）
- 名古屋高速道路16号一宮線一宮西春出入口・一宮南出口（一宮市）
- 名神高速道路一宮IC（一宮市）
- 名古屋高速道路16号一宮線一宮東出入口・一宮中入口（一宮市）
- 国道155号（一宮市・富士3丁目交差点）
- 国道155号（小牧一宮バイパス、北尾張中央道）（一宮市・常願通7丁目交差点）
- 東海北陸自動車道一宮木曽川IC（一宮市）

岐阜県
- 国道21号（岐大バイパス）・国道156号（岐阜東バイパス）（羽島郡岐南町・岐南インター交差点 -（重複）- 岐阜市・茜部本郷交差点終点）
- 国道157号（岐阜市・茜部本郷交差点終点）

県道、政令指定都市主要地方道
愛知県
- 愛知県道224号熱田停車場線（名古屋市熱田区・旗屋町交差点）
- 愛知県道29号弥富名古屋線（八熊通）（名古屋市熱田区・新尾頭交差点）
- 愛知県道115号津島七宝名古屋線（佐屋街道）（名古屋市熱田区・金山新橋南交差点）
- 愛知県道60号名古屋長久手線（広小路通）（名古屋市中区・広小路伏見交差点）
- 愛知県道68号名古屋津島線（桜通）（名古屋市中区・日銀前交差点）
- 愛知県道200号名古屋甚目寺線（外堀通）（名古屋市中区・新御園橋交差点）
- 愛知県道215号田籾名古屋線（出来町通）（名古屋市中区・三の丸1丁目交差点）
- 愛知県道63号名古屋江南線（江川線）（名古屋市西区・浅間町交差点）
- 名古屋市道名古屋環状線・愛知県道67号名古屋祖父江線（美濃街道）（名古屋市西区・上更交差点）
- 愛知県道106号鳥ヶ地名古屋線・愛知県道202号守山西線（名古屋市西区・新名西橋南詰）
- 愛知県道162号松河戸西枇杷島線（清須市・新名西橋西詰）
- 愛知県道126号給父西枇杷島線（清須市・古城交差点）
- 愛知県道59号名古屋中環状線（清須市・新川新橋北詰）
- 愛知県道163号一場中小田井線（清須市・下之郷交差点）
- 愛知県道62号春日井稲沢線（北名古屋市・中之郷南交差点）
- 愛知県道161号名古屋豊山稲沢線（一宮市・五日市場交差点）
- 愛知県道153号浅井清須線（一宮市・伝法寺交差点）
- 愛知県道155号井之口江南線（一宮市丹陽町九日市場）
- 愛知県道25号春日井一宮線・愛知県道166号小牧岩倉一宮線（一宮市・三ツ井交差点）
- 愛知県道171号小折一宮線（一宮市・朝日2丁目交差点）
- 愛知県道64号一宮犬山線（一宮市・両郷町交差点）
- 愛知県道151号一宮各務原線（中島通り）（一宮市・中島通3丁目交差点）
- 愛知県道150号一宮川島線（宮西通り、タワー通り）（一宮市・西島町5丁目交差点）
- 愛知県道193号大垣江南線（一宮市・日光川橋）
- 愛知県道175号江南木曽川線（一宮市・大毛西交差点）
- 愛知県道181号光明寺木曽川停車場線（一宮市・黒田西石原交差点）
- 愛知県道148号萩原三条北方線（一宮市・北方町交差点）

岐阜県
- 岐阜県道178号下中屋笠松線（羽島郡笠松町円城寺）
- 岐阜県道175号岐阜岐南線（羽島郡岐南町・伏屋交差点）
- 岐阜県道177号下印食笠松線（羽島郡岐南町・徳田IC）
- 岐阜県道14号岐阜稲沢線（岐阜市・下川手IC）
- 岐阜県道183号正木岐阜線（岐阜市・茜部本郷交差点）

## ギャラリー

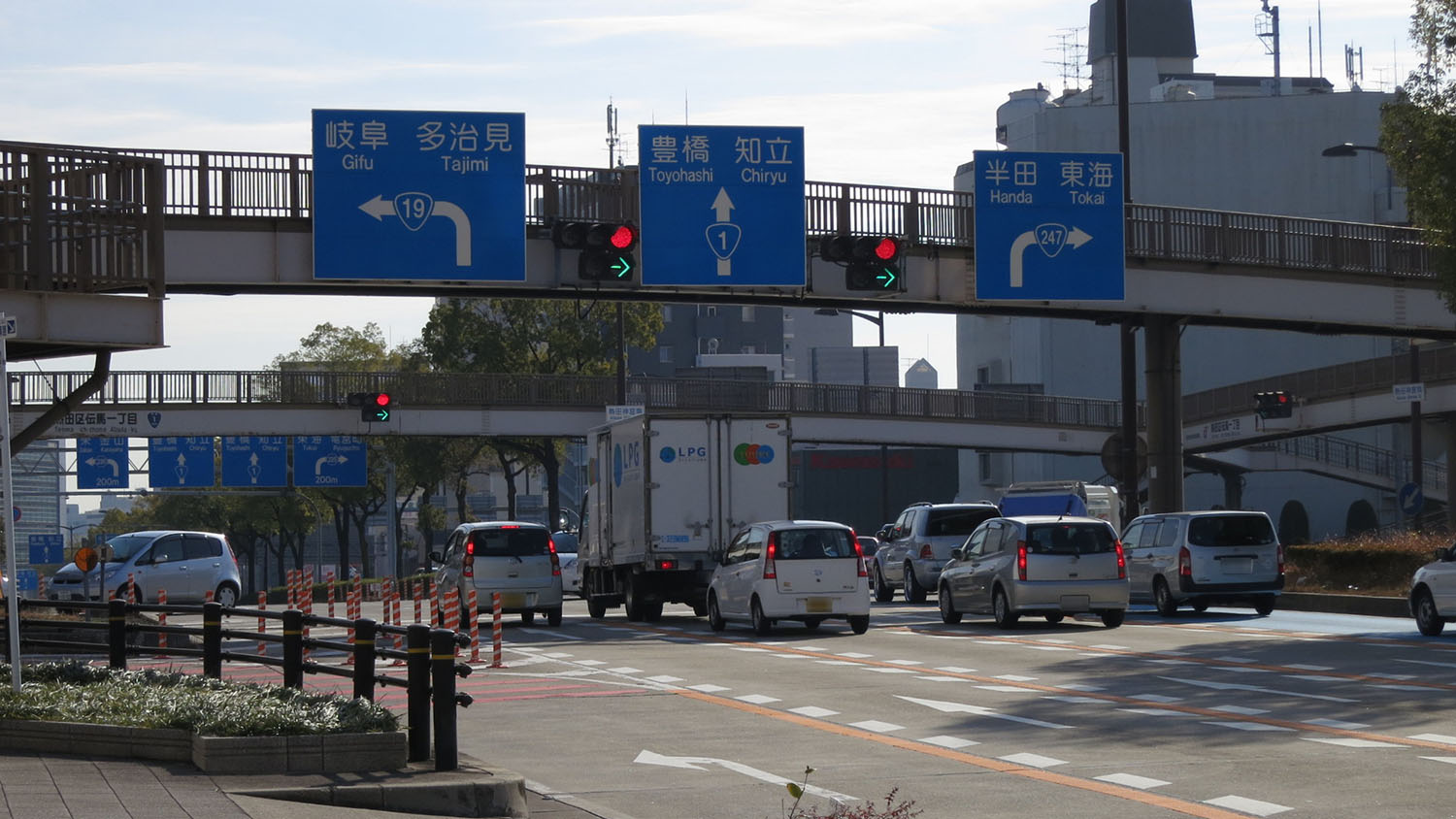
起点の熱田神宮南交差点 愛知県名古屋市熱田区
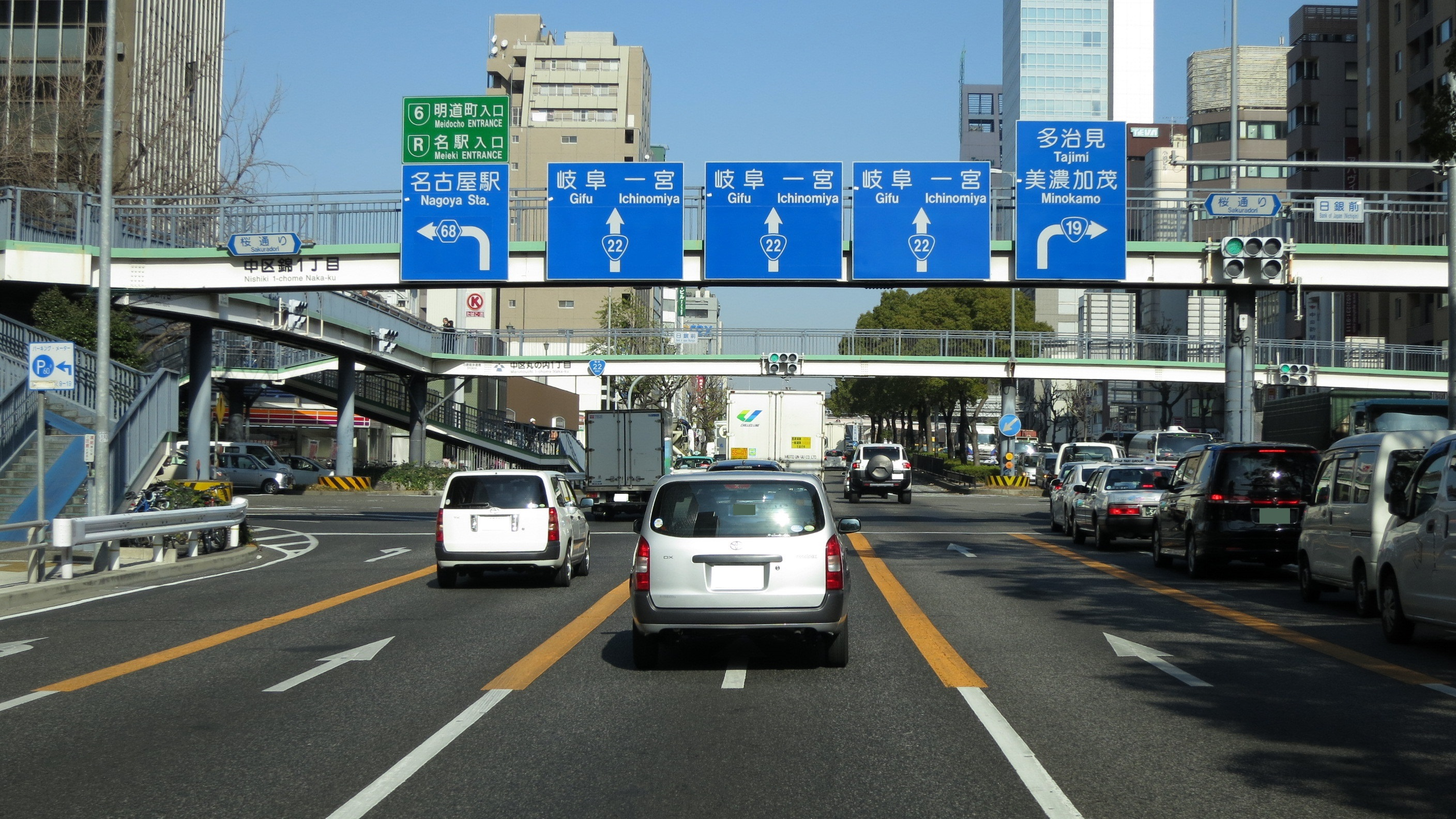
国道19号との分岐 愛知県名古屋市中区
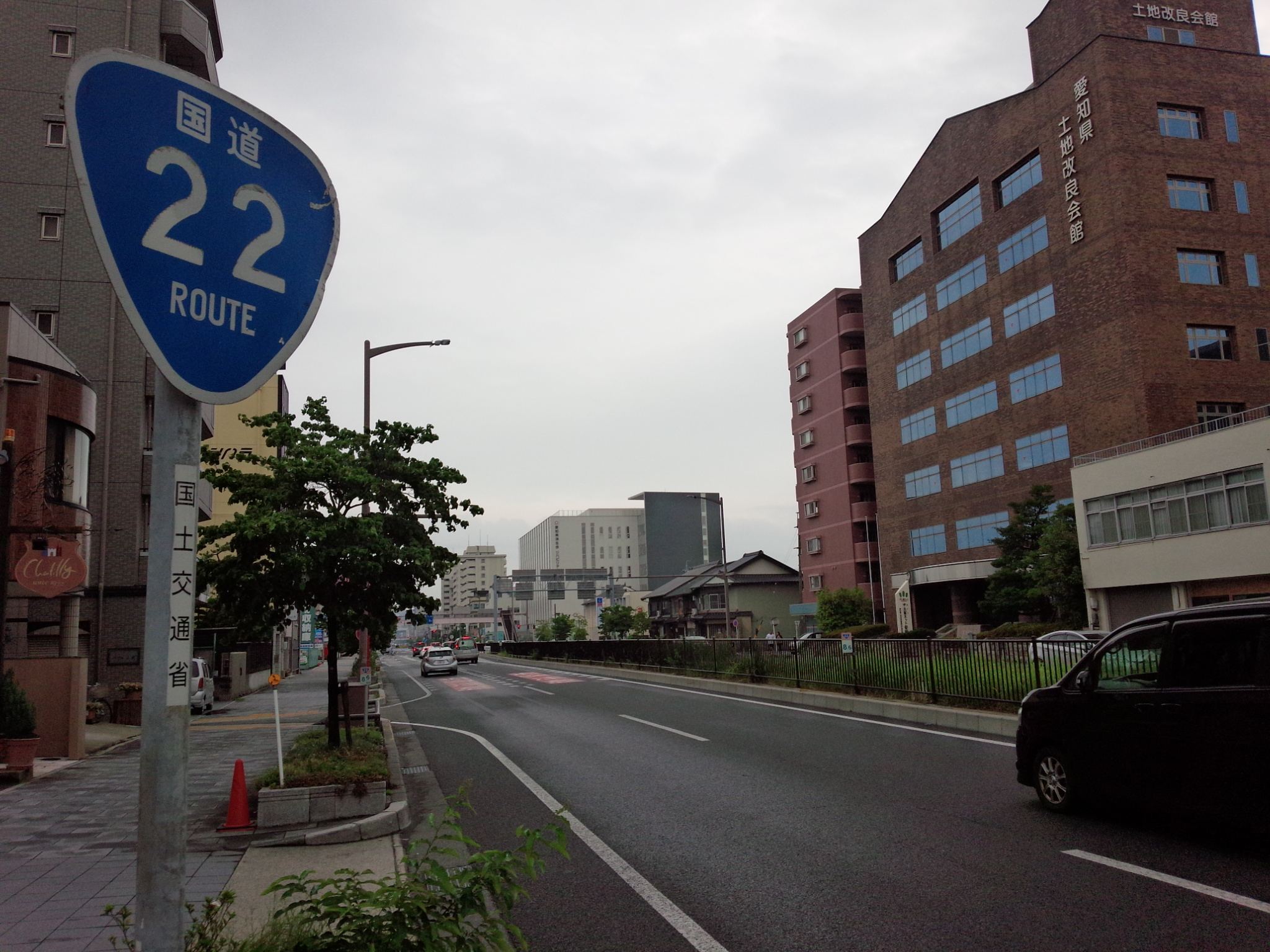
名古屋市西区栄生一丁目（菊ノ尾通）
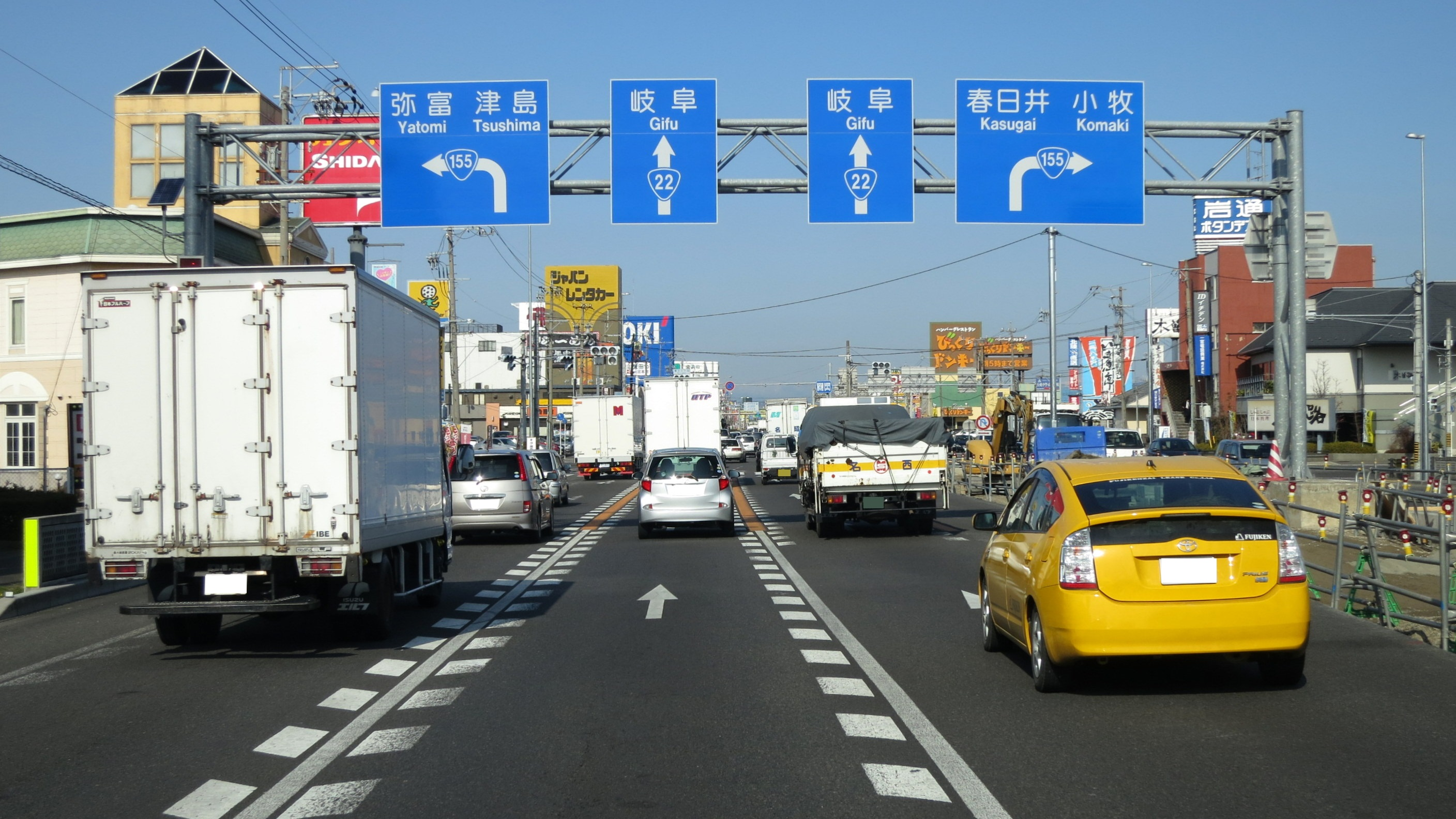
国道155号との分岐 愛知県一宮市
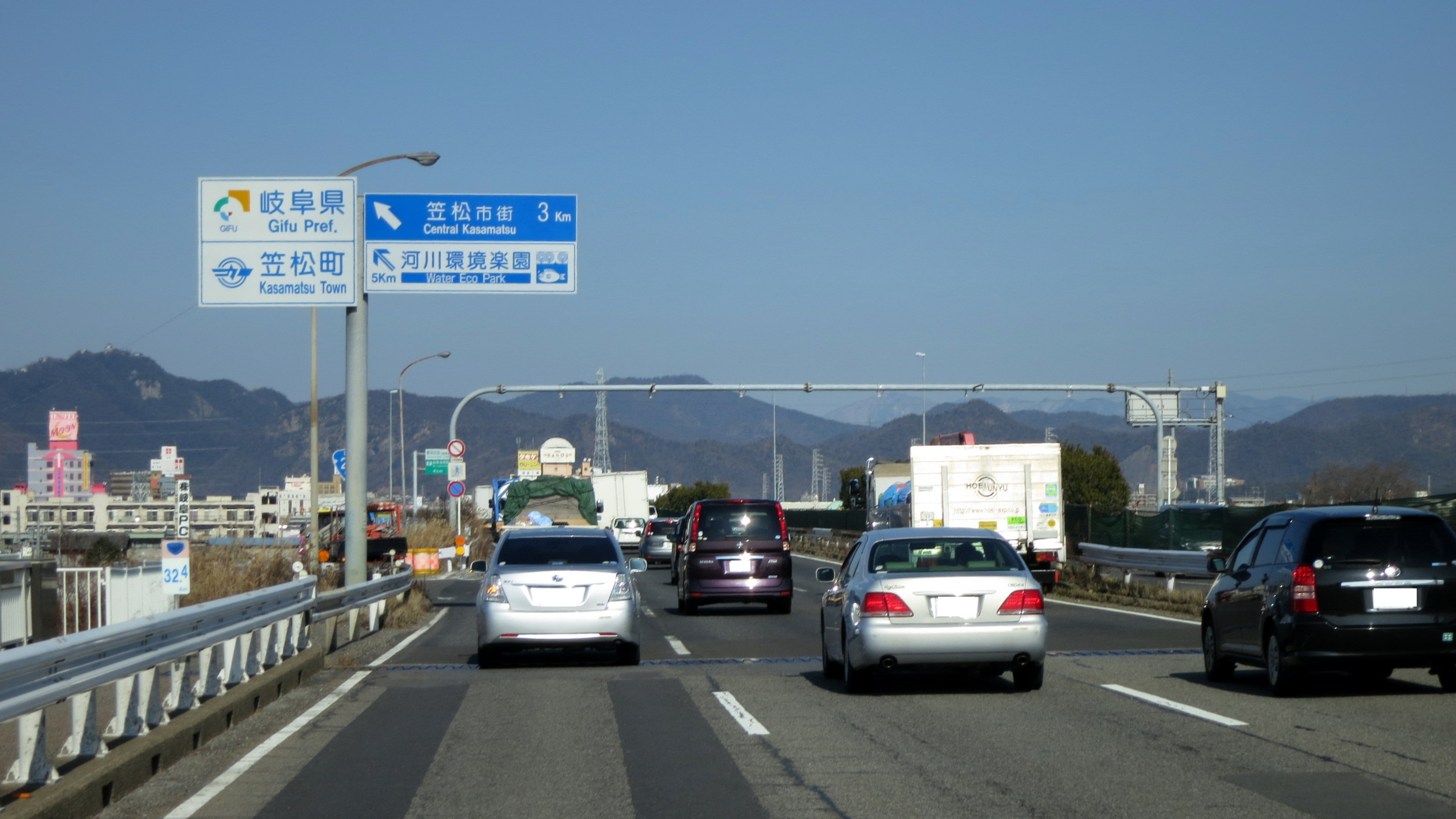
岐阜県境 標識 岐阜県羽島郡岐南町